# Kallias II
Kallias II var en atensk statsman, verksam vid mitten av 400-talet f.Kr.
Kallias var svåger till Kimon, och blev främst känd som ledare för den atenska delegation, som med perserkungen slöt den fredsöverenskommelse, varmed det stora perserkriget formellt avslutades, "Kallias fred", 448 f.Kr.